# 秦祖

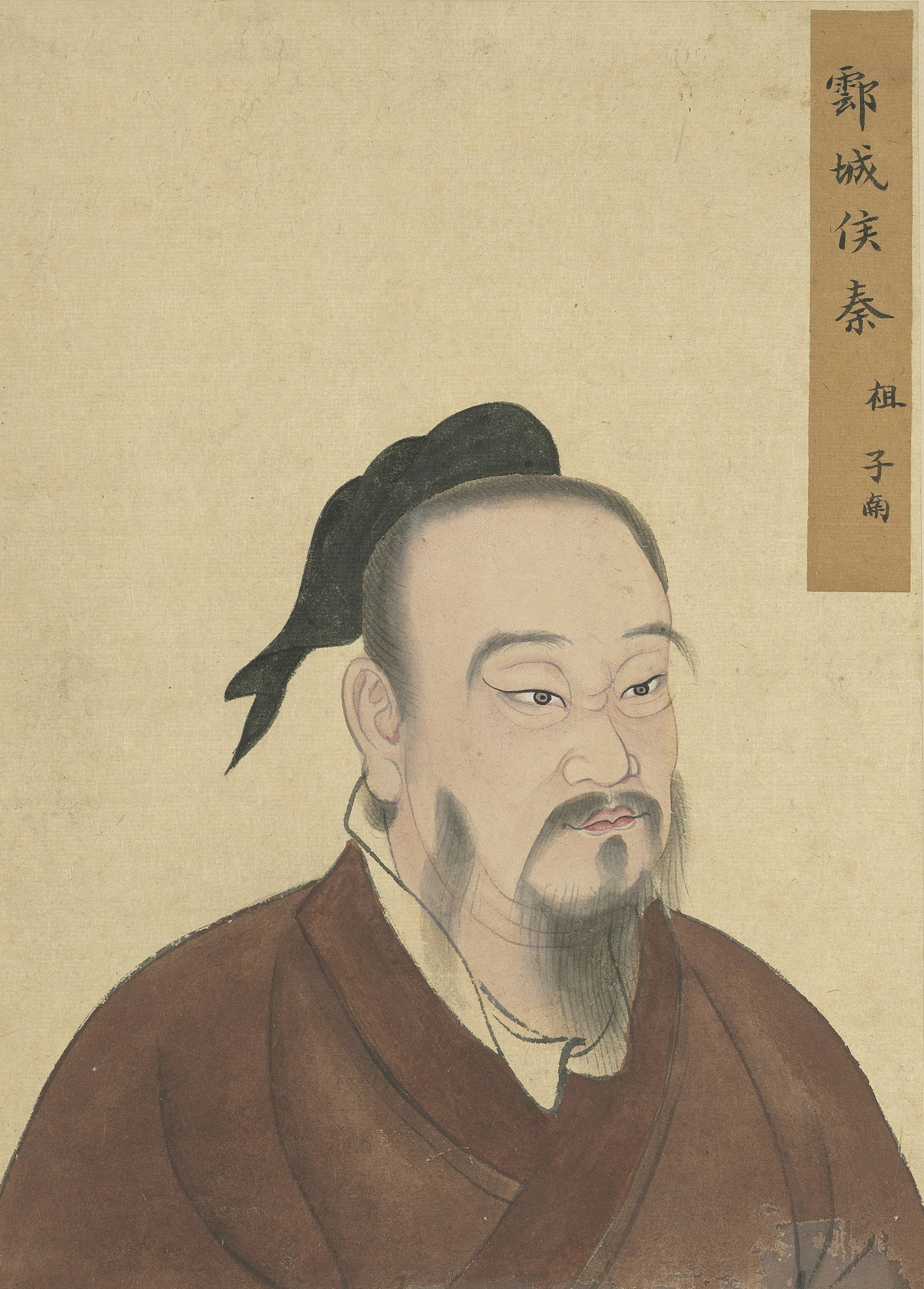
秦祖

秦祖（？—？），字子南，《孔子家语·弟子解》相同。春秋时期魯國人，一說秦国人。孔子弟子。

## 生平
秦祖事蹟不詳，秦州文庙设秦祖祠，祠联曰“圣绩怙行，眺百二河山，不碍春风时雨至；儒宗传学，数三千弟子，谁携关月陇云来。”

## 歷代追封
- 漢明帝永平十五年（72年）從祀孔廟。
- 唐玄宗開元二十七年（739年）封少梁伯。
- 宋真宗大中祥符二年（1009年）封鄄城侯。
- 明世宗嘉靖九年（1530年）封先賢秦子。